# Not Only But Always
Not Only But Always é um telefilme britânico originalmente exibido na rede Channel 4 do Reino Unido em 30 de dezembro de 2004.

## Enredo
O filme examina a afetuosa e turbulenta parceria de Peter Cook e Dudley Moore, dupla cômica que re-definiu o gênero comédia no Reino Unido. Do inicio de suas carreiras na West End de Londres à ascensão ao estrelato o que lhes garantiram elogios, mas acabou forçando um rompimento entre eles.

## Elenco
- Rhys Ifans ... Peter Cook
- Aidan McArdle ... Dudley Moore
- Jodie Rimmer ... Wendy Snowden
- Camilla Power ... Judy Huxtable
- Jonathan Aris ... Jonathan Miller
- Alan Cox ... Alan Bennett

## Prêmios
O filme recebeu uma nomeação ao BAFTA Television Award de Melhor Drama Individual. Por sua atuação como Peter Cook, Rhys Ifans foi premiado com um BAFTA Television Award de melhor ator e recebeu uma indicação ao Emmy Internacional 2005.